# Jim Pollard
James Clifford Pollard, detto Jim (Oakland, 9 luglio 1922 – Stockton, 22 gennaio 1993), è stato un cestista, allenatore di pallacanestro e dirigente sportivo statunitense, professionista nella NBL, nella BAA, nella NBA e nell'ABA..
È stato uno dei più forti giocatori di pallacanestro nei primordi del basket professionistico statunitense. Nel 1952, la National Basketball Association (NBA) lo nominerà quale miglior giocatore dei primi 5 anni della lega.

## Il "Kangaroo Kid"
Seppur alto solo 1,95 metri, Pollard giocò quasi sempre da ala forte, ed alle volte anche da centro. Nonostante la sua statura modesta, è spesso ricordato come un eccellente schiacciatore: ciò è dovuto alla sua strepitosa elevazione che veniva considerata al limite del naturale, in un'epoca in cui l'atletismo nel basket era molto ridotto rispetto agli standard attuali e la schiacciata era un gesto tecnico semi-inutilizzato. Ogni tanto, durante gli intervalli all'interno di alcune partite, Pollard eseguiva delle spettacolari schiacciate staccando dalla linea del tiro libero, mandando in visibilio il pubblico presente; le sue mostruose abilità di salto gli valsero il soprannome di "Kangaroo Kid", il "ragazzo canguro".
Nonostante le celebri doti atletiche, Jim Pollard era un giocatore molto completo e versatile: specialista del jump shot, fu un grande rimbalzista quanto un buon realizzatore (ma in questa veste fu troppo spesso sovrastato dal dominante compagno di squadra George Mikan).

## Carriera da giocatore
Nel 1942 Pollard frequentò la Stanford University, contribuendo alla vittoria del titolo NCAA, ma la sua carriera nel basket collegiale non durò più di 23 partite: quell'anno venne infatti richiamato dalla leva a causa della seconda guerra mondiale. Rimase al servizio della United States Coast Guard fino al 1945; fece quindi ritorno al basket, giocando nella principale lega amatoriale (fino al 1946-47 non esisteva ancora una lega professionistica negli Stati Uniti), la American Basketball League. Giocò nel 1946 con i San Diego Dons e nel 1947 con gli Oakland Bittners, vincendo in quest'anno il titolo di MVP.
Nel 1947, fu ingaggiato dai Minneapolis Lakers, nell'anno di esordio nel professionismo divenendo, dopo il leader di squadra George Mikan, la seconda principale risorsa dei Lakers che nella stagione 1948 giunsero alla vittoria del titolo National Basketball League. I Lakers conquistarono l'anello anche nel 1949, quando la franchigia approdò nella Basketball Association of America. L'anno seguente, le due associazioni si fusero nella National Basketball Association, che si presentava ora molto più ostica e competitiva. Alle file di Minneapolis si aggiungeva nel frattempo l'ottima ala Vern Mikkelsen, che con Mikan e Pollard formò una delle migliori front-line di sempre; i Lakers si aggiudicarono perciò il titolo anche nel 1950. Contando ancora sulla solidità di questo fortissimo terzetto, vinsero ancora il campionato NBA consecutivamente nel 1952, 1953 e 1954, regalando a Jim Pollard il 6º titolo della sua carriera.
Nel 1952, la NBA elesse Pollard come miglior giocatore dei primi cinque anni della lega, di fronte persino all'amico Mikan. Nel 1978 entrò a far parte dell'esclusiva lista di campioni della Basketball Hall of Fame.

## Carriera da allenatore
Dopo il ritiro come giocatore, avvenuto nel 1955, Pollard rimase nel mondo della pallacanestro allenando la squadra della La Salle University per tre anni con il bottino di 48 partite vinte e 28 perse. Rimise piede nella NBA nel 1960, divenendo capo allenatore dei suoi Minneapolis Lakers, portando la squadra fino alla Finale di Division, persa in gara 7 contro i St. Louis Hawks. Saltò la stagione successiva, e nel 1962 si presentò alla guida dei Chicago Packers, che conclusero la stagione in maniera disastrosa (18 vittorie e 62 sconfitte); optò dunque momentaneamente per il ritiro. Nel 1969 prese le redini dei Minnesota Muskies, militanti nella American Basketball Association, presso i quali rimase per una stagione e poi seguendo la squadra trasferita a Miami con il nome di Miami Floridians ottenendo per due volte l'accesso alle finali di Division.
Morì nel 1993, a Stockton, in California, dove risiedeva .

## Statistiche

### Giocatore
| † | Denota le stagioni in cui ha vinto il titolo |
| * | Primo nella lega                             |

#### Regular Season
| Anno       | Squadra                  | PG  | PT | MP   | TC%  | 3P% | TL%  | RP  | AP  | PRP | SP | PP   |
| ---------- | ------------------------ | --- | -- | ---- | ---- | --- | ---- | --- | --- | --- | -- | ---- |
| 1948-1949† | Minneapolis Lakers (BAA) | 53  | -  | -    | 39,6 | -   | 68,7 | -   | 2,7 | -   | -  | 14,8 |
| 1949-1950† | Minneapolis Lakers (NBA) | 66  | -  | -    | 34,6 | -   | 76,4 | -   | 3,8 | -   | -  | 14,7 |
| 1950-1951  | Minneapolis Lakers       | 54  | -  | -    | 35,2 | -   | 75,0 | 9,0 | 3,4 | -   | -  | 11,6 |
| 1951-1952† | Minneapolis Lakers       | 65  | -  | 39,2 | 35,6 | -   | 70,4 | 9,1 | 3,6 | -   | -  | 15,5 |
| 1952-1953† | Minneapolis Lakers       | 66  | -  | 36,4 | 35,7 | -   | 76,9 | 6,8 | 3,5 | -   | -  | 13,0 |
| 1953-1954† | Minneapolis Lakers       | 71  | -  | 35,0 | 37,0 | -   | 77,8 | 7,0 | 3,0 | -   | -  | 11,7 |
| 1954-1955  | Minneapolis Lakers       | 63  | -  | 31,1 | 35,4 | -   | 81,2 | 7,3 | 2,5 | -   | -  | 10,8 |
| Carriera   | Carriera                 | 438 | -  | 35,4 | 36,0 | -   | 75,0 | 7,8 | 3,2 | -   | -  | 13,2 |

#### Play-off
| Anno     | Squadra                  | PG  | PT | MP    | TC%  | 3P% | TL%  | RP   | AP   | PRP | SP | PP   |
| -------- | ------------------------ | --- | -- | ----- | ---- | --- | ---- | ---- | ---- | --- | -- | ---- |
| 1949†    | Minneapolis Lakers (BAA) | 10  | -  | -     | 29,3 |     | 71,0 |      | 3,9* |     |    | 13,0 |
| 1950†    | Minneapolis Lakers (NBA) | 12* |    |       | 28,6 | -   | 71,0 | -    | 4,7  | -   | -  | 12,0 |
| 1951     | Minneapolis Lakers       | 7   |    |       | 32,4 | -   | 83,3 | 8,9  | 3,9  | -   | -  | 13,6 |
| 1952†    | Minneapolis Lakers       | 11  |    | 42,6* | 40,5 |     | 74,0 | 6,5  | 3,0  |     |    | 16,1 |
| 1953†    | Minneapolis Lakers       | 12* |    | 37,9  | 37,1 |     | 77,4 | 7,2  | 4,1  | -   | -  | 14,3 |
| 1954†    | Minneapolis Lakers       | 13* |    | 41,8  | 36,1 |     | 80,0 | 8,5  | 3,2  |     |    | 12,3 |
| 1955     | Minneapolis Lakers       | 7   |    | 36,7  | 31,7 |     | 71,7 | 11,1 | 2,0  |     |    | 14,1 |
| Carriera | Carriera                 | 72  |    | 40,1  | 33,9 |     | 75,0 | 8,1  | 3,6  | -   | -  | 13,6 |

### Allenatore

#### NBA e ABA
| Stagione | Squadra                  | Regular Season | Regular Season | Regular Season | Regular Season | Regular Season            | Post Season                                         |
| Stagione | Squadra                  | V              | P              | % V            | G              | Posizione finale          | Post Season                                         |
| -------- | ------------------------ | -------------- | -------------- | -------------- | -------------- | ------------------------- | --------------------------------------------------- |
| 1959-60  | Minneapolis Lakers (NBA) | 14             | 25             | 35,9           | 39             | 3º nella Western Division | Sconfitto alle Finali di Division dagli Hawks (3-4) |
| 1961-62  | Chicago Packers (NBA)    | 18             | 62             | 22,5           | 80             |                           |                                                     |
| 1967-68  | Minnesota Muskies (ABA)  | 50             | 28             | 64,1           | 78             | 2º nella Eastern Division | Sconfitto alle Finali di Division dai Pipers (1-4)  |
| 1968-69  | Miami Floridians (ABA)   | 43             | 35             | 55,1           | 78             | 2º nella Eastern Division | Sconfitto alle Finali di Division dai Pacers (1-4)  |
| 1969-70  | Miami Floridians (ABA)   | 5              | 15             | 25,0           | 20             |                           |                                                     |
|          | Carriera NBA             | 32             | 87             | 26,9           | 119            |                           |                                                     |
|          | Carriera ABA             | 98             | 78             | 55,7           | 176            |                           |                                                     |
|          | Carriera NBA-ABA         | 130            | 165            | 44,1           | 295            |                           |                                                     |

## Palmarès

### Giocatore
- Campionato NCAA (1942)
- Campionato NBL (1948)
- Campionato BAA (1949)
- Campionato NBA: 4

Minneapolis Lakers: 1950, 1952, 1953, 1954
- All-NBL Team: 1

First Team: 1948
- All-BAA Team: 1

First Team: 1949
- All-NBA Team: 2

First Team: 1950
Second Team: 1952, 1954
- NBA All-Star Game: 4

1951, 1952, 1954, 1955

### Allenatore
- ABA All-Star Game head coaches: 1968